# قائمة الكنائس المسيحية في الكويت
يوجد بالكويت أكثر من 30 كنيسة تمثل الطوائف المسيحية الثلاثة الأرثوذكسية والكاثوليكية والبروتستانتية.

## قائمة الكنائس الكاثوليكية
أنظر أيضا: الرومانية الكاثوليكية في الكويت
- كاتدرائية العائلة المقدسة - الكويت
- كنيسة سيدة العرب في الأحمدي
- كنيسة القديسة تيريز في السالمية
- كنيسة مار دانيال كومبوني في جليب الشيوخ
- بطريركية أنطاكية الملكيين الكاثوليك - نيابة الكويت البطريركية[1]
- كنيسة المالانكارا الهندية الكاثوليكية[2]
- كاتدرائية العائلة المقدسة الملبار الهندية الكاثوليكية[3]

## قائمة الكنائس البروتستانتية
قائمة الكنائس البروتستانتية
- كنيسة القديس بولس الأنجليكانية
- كنيسة القديس بطرس جنوب الهند الأنجليكانية

- كنيسة الله الاولي في الكويت
- جمعيات كنيسة الله
- كنيسة الرب
- كنيسة شارون الخمسينية
- الكنيسة الخمسينية للوحدانية في مدينة الكويت
- الكنيسة الإنجيلية الوطنية في الكويت
- كنيسة المنارة
- كنيسة الطريق الدولية
- كنيسة الصخرة
- الكنيسة الباكستانية في الكويت
- كنيسة القديس توما مار توما
- كنيسة القديس يعقوب مارتوما
- كنيسة جبل صهيون
- كنيسة الامل العالمية
- المؤمنون بالكنيسة المسيحية الكلمة الحية
- كنيسة شارون
- كنيسة المسيح الحرة
- الكنيسة الميثودية المتحدة الأولى الكويتية
- كنيسة الكرمة
- كنيسة الأدفنتست السبتيين

## قائمة الكنائس الأرثوذكسية
قائمة الكنائس الأرثوذكسية 
- كنيسة مارمرقس القبطية الأرثوذكسية - الكويت
- كنيسة السيدة العذراء والانباء بيشوى القبطية الأرثوذكسية بالاحمدى الكويت

- كنيسة القديس غريغوريوس مالانكارا الهندية الأرثوذكسية
- كنيسة القديس اسطفانوس مالانكارا الهندية الأرثوذكسية
- كنيسة القديس توما مالانكارا الهندية الأرثوذكسية - بازايا بالي الأحمدي
- كنيسة القديس باسيليوس مالانكارا الهندية الأرثوذكسية
- كنيسة القديسة مريم مالانكارا الهندية الأرثوذكسية اليعقوبية السريانية
- كنيسة القديس جرجس مالانكارا الهندية الأرثوذكسية اليعقوبية السريانية[6]

- كنيسة القديس فاردانانتس  الأرمنية الأرثوذكسية
- كنيسة القديس نيقولاوس - ابوظبي - بطريركية أنطاكية للروم الأرثوذكس